# Rafinoza
Rafinoza je trisaharid koji se sastoji od galaktoze, fruktoze, i glukoze. On je prisutan u pasulju, kupusu, prokelju, brokoliju, špargli, drugom povrću, i celim žitaricama. Rafinoza se može hidrolizovati do D-galaktoze i saharoze enzimom α-galaktozidaza (α-GAL), koji nije pristupan u ljudskom digestivnom traktu. α-GAL takođe hidrolizuje druge α-galaktozide kao što je stahioza, verbaskoza, i galaktinol. Taj enzim ne prekida β-vezanu galaktozu, kao na primer u laktozi.

## Literatura
- Robyt, John F. (1997). Essentials of Carbohydrate Chemistry (1. изд.). Springer. ISBN 978-0-387-94951-2.
- Lindhorst, Thisbe K. (2007). Essentials of Carbohydrate Chemistry and Biochemistry (1. изд.). Wiley-VCH. ISBN 978-3-527-31528-4.